# Vladimir Jurko Glaser
Vladimir Jurko Glaser (Gorizia, 21 de abril de 1924 — 22 de janeiro de 1984) foi um físico Iugoslavo.

## Obras
- com Epstein The role of locality in perturbation theory, Annales Inst. Henri Poincaré , Volume 19, 1973, 211-295.
- com Epstein Adiabatic limit in perturbation theory, in G. Velo, Arthur Wightman Renormalization Theory, Reidel, 1976.
- On the equivalence of the euclidean and Wightman formulation of field theory, Comm. Math. Phys., Volume 37, 1974, p. 257.
- com Bros, Epstein On the connection between analyticity and Lorentz covariance of Wightman functions, Comm. Math. Phys., Volume 6, 1967, p. 77-100, Online
- com Bros, Epstein Some rigorous analyticity properties of the four-point function in momentum space, Nuovo Cimento, Band 31, 1964, p. 1265-1302.